# Криниц
Кри́ниц (нем. Crinitz) — община в Германии, в земле Бранденбург.
Входит в состав района Эльба-Эльстер. Подчиняется управлению Клайне Эльстер (Нидерлаузиц). Население составляет 1295 человек (на 31 декабря 2010 года). Занимает площадь 21,83 км².
Коммуна подразделяется на 3 сельских округа.
| Год  | Население |
| ---- | --------- |
| 2005 | 1481      |
| 2010 | 1339      |